# آندرس یارید
 آندرس یارید (انگلیسی: Anders Järryd؛ زاده ۱۳ ژوئیهٔ ۱۹۶۱) یک تنیس‌باز اهل سوئد است. 